# União das Freguesias de Barcel, Marmelos e Valverde da Gestosa
Die União das Freguesias de Barcel, Marmelos e Valverde da Gestosa ist eine portugiesische Gemeinde (Freguesia) im Kreis (Concelho) Mirandela, Distrikt Bragança, im Nordosten Portugals.

## Geschichte
Die Gemeinde entstand im Zuge der Gebietsreform vom 29. September 2013 durch die Zusammenlegung der ehemaligen Gemeinden Barcel, Marmelos und Valverde da Gestosa.
S. Pedro Vale do Conde wurde Sitz der neuen Verwaltung.

## Demographie
| Freguesia | Freguesia                              | Freguesia | Freguesia       | ehemalige Freguesias | ehemalige Freguesias | ehemalige Freguesias | ehemalige Freguesias |
| --------- | -------------------------------------- | --------- | --------------- | -------------------- | -------------------- | -------------------- | -------------------- |
| Wappen    | Freguesia                              | Einwohner | Fläche in (km²) | Wappen               | Freguesia            | Einwohner            | Fläche in (km²)      |
|           | Barcel, Marmelos e Valverde da Gestosa | 320       | 48,74           |                      | Barcel               | 126                  | 8,46                 |
|           | Barcel, Marmelos e Valverde da Gestosa | 320       | 48,74           | Marmelos             | 145                  | 22,68                |                      |
|           | Barcel, Marmelos e Valverde da Gestosa | 320       | 48,74           | Valverde da Gestosa  | 144                  | 17,61                |                      |